# Piratmetal
Piratmetal er en undergenre af heavy metal der er karakteriseret af at piratmytologi bliver inkorporeret i musikken og nogle gange i sceneoptræden. Teksterne indeholder ofte piratjargon og forskellige musikgenrer som thrash metal, speed metal, og folk metal, som kan blive kombineret med traditionelle sømandsviser. Folkeinstrumenter som bl.a. concertina, kan inkorporeres eller emuleres med synthesizers.
Bandmedlemmerne i piratmetal-bands er ofte iklædt piratkostumer i større eller mindre grad under deres optræden, og det samme kan en del af publikum være.

## Bands
Kendte piratmetal-grupper tæller bl.a.
- Alestorm
- Detritus
- Running Wild
- Skull & Bones
- Storm Seeker
- Swashbuckle
- The Dread Crew of Oddwood